# Tíndaris
Tíndaris, també Tindàrion o Tindàreum (en llatí Tyndăris o Tyndărĕum; en grec antic ΤυνδαρίςTyndarís o ΤυνδάριονTyndàrion), era una ciutat de la costa nord de Sicília entre Miles i Agatirna situada en un turó elevat que dominava una badia limitada a l'est per la punta coneguda com a Ponta di Milazzo, i per Calavià. Era a uns 50 km de Messina segons l'Itinerari d'Antoní.

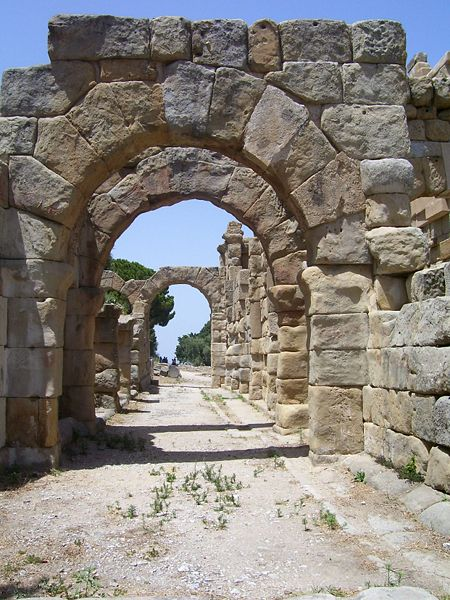
Restes de la ciutat grega de Tíndaris.

Va ser una ciutat grega, una de les darreres de Sicília que podia reivindicar un origen purament grec. La va fundar Dionís el Vell l'any 395 aC amb exiliats de Messènia, expulsats pels lacedemonis de Naupacte, l'illa de Zacint i el Peloponnès al final de la Guerra del Peloponnès. Dionís els va establir primer a Messina i finalment a la nova ciutat. Era part del territori d'Abacènon. Els nous pobladors van posar-li el nom de Tíndaris per les seves divinitats, els Tindàrides (fills de Tindàreu) o Dioscurs. Va arribar aviat a 5000 habitants amb gent d'altres ciutats, segons Diodor de Sicília.
L'any 344 aC va ser una de les primeres ciutats a declarar-se a favor de Timoleont quan va desembarcar a Sicília. Després va abraçar el partit de Hieró i el va ajudar a la seva guerra contra els mamertins el 269 aC. La situació de Tíndaris va fer que tingués una posició estratègica a la costa de la mar Tirrena, tal com Taormina la tenia sobre el mar de Sicília, i apareix en altres guerres posteriors. A la Primera Guerra Púnica al principi va dependre de Cartago i encara que la ciutat es va revoltar a favor de Roma, els cartaginesos la van sotmetre i van agafar als principals ciutadans com a ostatges. L'any 257 aC es va lliurar al seu davant una batalla naval a mig camí entre la ciutat i les illes Lipari, en la que la flota romana dirigida per Gai Atili Règul Serrà va obtenir avantatge sobre la flota cartaginesa, però sense ser un resultat decisiu, segons diu Polibi. Els romans es van acostar a Tindaris però no la van ocupar fins després de la caiguda de Panorm el 254 aC, quant els ciutadans van expulsar a la guarnició cartaginesa i van demanar l'aliança romana.
Sota Roma no se'n va parlar gaire, però sens dubte era una ciutat important i era un municipi amb els seus propis magistrats i senat local; Ciceró l'anomena "nobilissima civitas" i en diverses ocasions els habitants van demostrar la lleialtat a Roma, entre altres cops quant van subministrar forces navals a Escipió l'Africà el Jove, que els va compensar tornant a la ciutat l'estàtua de Mercuri que els cartaginesos s'havien emportat, i que va ser objecte de gran veneració a la ciutat fins que el romà Verres se la va emportar més tard. L'estàtua de Verres es va destruir quan va sortir de l'illa com a revenja. Tíndaris era una de les setanta ciutats designades pel Senat romà per contribuir a ofrenes al temple de Venus a Erix, distinció honoraria de certa importància. Va prendre part a la Guerra de Sicília entre Sext Pompeu i Octavi August (36 aC). Sext Pompeu la va fortificar com a part de la defensa dels estrets de Sicília, però Marc Vipsani Agripa la va ocupar immediatament després de la seva victòria naval a la Batalla de Miles el mateix any 36 aC. Es va convertir en un dels quarters principals contra Sext Pompeu diu Apià. Posteriorment no se'n torna a parlar, però no hi ha dubte que va continuar sent una de les ciutats importants durant tot el temps de l'Imperi Romà.
Estrabó l'esmenta com una ciutat important del nord de l'illa i Plini el Vell li dona el nom de colònia, i probablement ho devia ser sota August perquè s'ha trobat una inscripció que diu Colònia Augusta Tyndaritanorum. Plini esmenta també una calamitat natural, probablement un terratrèmol que va provocar l'enfonsament de part del turó on era la ciutat i una part va quedar submergida per les aigües, encara que no se sap en quina data va passar. Al segle IV encara devia ser important perquè és una de les ciutats que es mencionen als Itinerarium.
Avui dia el lloc de la ciutat està desert i hi ha una església a la cimera del turó que es diu Madonna di Tindaro. Les ruïnes es troben a la rodalia, especialment les restes de part de la muralla i dues portes; a les ruïnes es distingeixen el teatre (no gaire gran, reconstruït pels romans però originàriament grec), algunes tombes, i altres, amb inscripcions i fragments de mosaics, escultures i arquitectura; s'han trobat també monedes i gerres.